# Henry Jackman
Henry Pryce Jackman (* 1974 in Hillingdon, Middlesex, England) ist ein britischer Filmkomponist.
Jackman studierte Klassische Musik an der St. Paul’s Cathedral Choir School, Eton College und Oxford University. Henry Jackmans Kompositionen wurden sowohl vom London Symphony Orchestra als auch vom Los Angeles Philharmonic Orchestra gespielt und aufgenommen.

## Arbeit als Filmkomponist
Anfang 2006 wurde Hans Zimmer, einer der erfolgreichsten Filmkomponisten, auf Jackman aufmerksam. Dies führte dazu, dass Jackman gemeinsam mit Zimmer an der Filmmusik zu Filmen wie The Da Vinci Code – Sakrileg, Pirates of the Caribbean – Fluch der Karibik 2, Liebe braucht keine Ferien, Pirates of the Caribbean – Am Ende der Welt, Die Simpsons – Der Film, Kung Fu Panda und The Dark Knight tätig war.
2009 beendete Jackman seine Arbeiten am DreamWorks-Animationsfilm Monsters vs. Aliens, bei dem Jackman die Filmmusik erstmals selbstständig komponierte. Es folgten die Filmmusik zu Gullivers Reisen – Da kommt was Großes auf uns zu, Henri 4 und Matthew Vaughns Kick-Ass.
Die Arbeit mit Vaughn führte zu einer weiteren Zusammenarbeit an dem Film X-Men: Erste Entscheidung, der 2011 veröffentlicht wurde. Weitere Kooperationen der beiden folgten.
Jackman schrieb Musik die in CNN News, BBC, The Oprah Winfrey Show und Discovery Channel genutzt wird und wurde.

## Arbeit in der Musikbranche
Trotz der Arbeit an den großen Filmproduktionen schrieb Jackman weiterhin eigene Alben und war auch in der Musikindustrie tätig. So arbeitete er unter anderem mit Mike Oldfield, Marc Almond, Coolio, Seal und Kirsty MacColl zusammen.
Nach sechs erfolgreichen Jahren in der Musikindustrie mit Platin-Award-Gewinnern, Produzenten und Songwritern hat Jackman sich 2010 endgültig der Filmindustrie zugewandt.

## Filmografie (Auswahl)
- 2009: Monsters vs. Aliens
- 2010: Kick-Ass
- 2010: Henri 4
- 2010: Gullivers Reisen – Da kommt was Großes auf uns zu (Gulliver’s Travels)
- 2011: Winnie Puuh
- 2011: X-Men: Erste Entscheidung (X-Men: First Class)
- 2011: Der gestiefelte Kater (Puss in Boots)
- 2012: Ein riskanter Plan (Man on a Ledge)
- 2012: Abraham Lincoln Vampirjäger (Abraham Lincoln: Vampire Hunter)
- 2012: Ralph reichts (Wreck-It Ralph)
- 2013: G.I. Joe – Die Abrechnung (G.I. Joe: Retaliation)
- 2013: Das ist das Ende (This Is the End)
- 2013: Turbo – Kleine Schnecke, großer Traum (Turbo)
- 2013: Kick-Ass 2
- 2013: Captain Phillips
- 2013–2016: Turbo FAST (Fernsehserie, 49 Episoden)
- 2014: The Return of the First Avenger (Captain America: The Winter Soldier)
- 2014: Baymax – Riesiges Robowabohu (Big Hero 6)
- 2014: The Interview
- 2014: Kingsman: The Secret Service
- 2015: Pixels
- 2015: The Man in the High Castle (Fernsehserie, 10 Episoden)
- 2016: Die 5. Welle (The 5th Wave)
- 2016: The Birth of a Nation – Aufstand zur Freiheit (The Birth of a Nation)
- 2016: The First Avenger: Civil War (Captain America: Civil War)
- 2016: Jack Reacher: Kein Weg zurück (Jack Reacher: Never Go Back)
- 2017: Kong: Skull Island
- 2017: Kingsman: The Golden Circle
- 2017: Jumanji: Willkommen im Dschungel (Jumanji: Welcome to the Jungle)
- 2018: Feuerprobe – Trial by Fire (Trial by Fire)
- 2018: Predator – Upgrade (The Predator)
- 2018: Chaos im Netz (Ralph Breaks the Internet)
- 2019: Io
- 2019: Pokémon Meisterdetektiv Pikachu (Pokémon Detective Pikachu)
- 2019: American Skin
- 2019: Mosul
- 2019: 21 Bridges
- 2019: Jumanji: The Next Level
- 2020: Tyler Rake: Extraction (Extraction)
- 2020: The Comey Rule (Miniserie, 2 Episoden)
- 2021: Cherry – Das Ende aller Unschuld (Cherry)
- 2021: The Falcon and the Winter Soldier (Miniserie, 6 Episoden)
- 2021: Ron läuft schief (Ron’s Gone Wrong)
- 2022: The Gray Man
- 2022: Strange World
- 2023: Tyler Rake: Extraction 2 (Extraction 2)
- 2024: Red One – Alarmstufe Weihnachten (Red One)
- 2025: Die Schlümpfe: Der große Kinofilm (Smurfs)

## Videospiele
- 2015: Just Cause 3
- 2016: Uncharted 4: A Thief’s End
- 2017: Uncharted: The Lost Legacy
- 2025: Rainbow Six: Siege X

## Auszeichnungen
Jackman wurde 2009 gemeinsam mit Hans Zimmer und John Powell mit einem Annie Award für die Filmmusik des animierten Kurzfilms Kung Fu Panda: Das Geheimnis der Furiosen Fünf ausgezeichnet. Nach drei weiteren Annie-Nominierungen in den Jahren 2011 und 2012 erhielt Jackman 2013 für Ralph reichts in der Kategorie Musik in einem animierten Spielfilm einen Annie Award gemeinsam mit Yasushi Akimoto, Skrillex, Adam Young, Matthew Thiessen und Jamie Houston.
| Tabellarische Übersicht der Auszeichnungen und Nominierungen | Tabellarische Übersicht der Auszeichnungen und Nominierungen | Tabellarische Übersicht der Auszeichnungen und Nominierungen | Tabellarische Übersicht der Auszeichnungen und Nominierungen  | Tabellarische Übersicht der Auszeichnungen und Nominierungen |
| Jahr                                                         | Auszeichnung                                                 | Für                                                          | Kategorie                                                     | Resultat                                                     |
| ------------------------------------------------------------ | ------------------------------------------------------------ | ------------------------------------------------------------ | ------------------------------------------------------------- | ------------------------------------------------------------ |
| 2009                                                         | Annie Award                                                  | Kung Fu Panda: Das Geheimnis der Furiosen Fünf               | Best Music in an Animated Television Production or Short Form | Gewonnen                                                     |
| 2011                                                         | Annie Award                                                  | Kung Fu Panda – Ein schlagfertiges Winterfest                | Music in a Television Production                              | Nominiert                                                    |
| 2012                                                         | Annie Award                                                  | Winnie Puuh                                                  | Music in a Feature Production                                 | Nominiert                                                    |
| 2012                                                         | Annie Award                                                  | Der gestiefelte Kater                                        | Music in a Feature Production                                 | Nominiert                                                    |
| 2013                                                         | Annie Award                                                  | Ralph reichts                                                | Music in a Feature Production                                 | Gewonnen                                                     |